# FC ONGC
FC ONGC (Oil and Natural Gas Corporation Football Club) ist ein Fußballverein aus Mumbai, Indien.

## Geschichte
In der Saison 2012/13 spielte der Klub in der zweiten Liga des Landes, der I-League 2. Division. Seine Heimspiele trägt der Verein im Cooperage Ground aus. Der FC ONGC wurde von der Firma ONGC Ltd. gegründet, die auch gleichzeitig Sponsor des Vereins und der I-League ist. Nach der Saison 2012/13 wurde der Verein aus der I-League ausgeschlossen und spielt seitdem in der MDFA Elite Division.